# باشگاه فوتبال زنان فولام
باشگاه فوتبال زنان فولام، یک باشگاه فوتبال زنان (LFC) است که قبلاً با باشگاه فوتبال فولام ارتباط داشت. این تیم از ۱۶ مه ۲۰۰۶ منحل شد، اما بعداً با استقلال از باشگاه فوتبال فولام دوباره تأسیس شد. این باشگاه برای دومین بار در ژوئن ۲۰۱۰ منحل شد که حمایت پس از سقوط متوالی دوم از بین رفت.
فولام اولین تیم فوتبال بانوان در اروپا شد که در آوریل ۲۰۰۰ به صورت تمام وقت حرفه ای شد. با این حال، محمد الفاید رئیس باشگاه، باشگاه را سه سال بعد به وضعیت نیمه حرفه ای برگرداند. با این حال، این باشگاه در سال ۲۰۱۴ اصلاحاتی انجام داد.

## تاریخ
فوتبال زنان فولام به عنوان باشگاه جانشین دوستان فولام، برندگان جام حذفی زنان انگلیس در ۱۹۸۵ و دو بار نایب قهرمان ۱۹۸۹ و ۱۹۹۰ شناخته شد. فولام پس از انتقال آنها و تبدیل شدن به آنچه در حال حاضر بانوان AFC ویمبلدون است، تیم زنان را دوباره تأسیس کرد، فوتبال اوایل دهه ۱۹۹۰ بسیار محبوب شد. اولین تیم فوتبال زنان فولام در سال ۱۹۹۳ در بخش لندن بزرگ به وجود آمد، و آنها در نهایت به لیگ برتر ملی FA زنان رسیدند. معکوس پیشرفت مردان، باشگاه پس از حرفه ای شدن در سال ۲۰۰۰، سرمایه‌گذاری هنگفتی در اولین فصل خود، ۲۰۰۰–۰۱، سود بالایی را بدست آورد، زیرا آنها به فینال جام زنان انگلیس رسیدند و با اختلاف راحت قهرمان لیگ فوتبال زنان ترکیبی جنوب شرقی شدند. بازیکنان ستاره ای مانند ریچل یانکی و کیتی چپمن با بازیکنان خارجی مانند ماریانه پترشن از نروژ تکمیل شدند.
در فصل ۲۰۰۱–۲۰۰۲، آنها قهرمان لیگ برتر لیگ برتر زنان جنوب، جنوب کانتی لندن، جام لیگ برتر انگلیس زنان و جام زنان انگلیس شدند، ۳۴۲ گل به ثمر رساندند و فقط ۱۵ گل دریافت کردند.
فولام در سال ۰۳–۲۰۰۲ سه‌گانه جام زنان، جام لیگ و لیگ برتر انگلیس را به دست آورد و ۶۸ گل به ثمر رساند و فقط ۱۳ گل دریافت کرد. در سال ۲۰۰۳–۰۴ آنها تنها تیم انگلیسی بودند که در لیگ قهرمانان اروپای زنان شرکت کردند و علی‌رغم بازگشت به وضعیت نیمه حرفه ای در پایان فصل قبل، در لیگ برتر لیگ برتر لیگ دسته دوم شدند.
در طول فصل ۲۰۰۵–۰۶، آنها که بیشتر تیم حرفه ای خود را از دست داده بودند، در لیگ مبارزه کردند و هشتم شدند.
در سال ۲۰۰۹–۰۹، باشگاه در جایگاه دوازدهم قرار گرفت و از بخش ملی سقوط کرد. سقوط دیگری به لیگ ترکیبی در سالهای ۲۰۰۹–۲۰۱۰ دنبال شد و اسپانسرهای ان کنارگیری کردند. تیم رسمی جدید بانوان فولام در سال ۲۰۱۴ مجدداً راه اندازی شد.
در سال ۲۰۱۴، این باشگاه یک بار دیگر اصلاح شد، به عنوان Fulham FC Foundation Ladies و وارد لیگ زنان منطقه ای لندن و جنوب شرقی شد. این باشگاه از آن زمان در این بخش باقی مانده‌است، رسماً در Fulham FC عضو شد و به نام تجاری Fulham FC Women در سال ۲۰۱۸ تغییر نام داد.

## افتخارات
برای رکورد دقیق بین‌المللی، به باشگاه‌های فوتبال زنان انگلیس در مسابقات بین‌المللی مراجعه کنید
- دسته ملی لیگ برتر لیگ برتر فوتبال زنان
  - قهرمانان: ۲۰۰۲–۰۳
- لیگ برتر لیگ برتر زنان جنوب انگلیس
  - قهرمانان: ۲۰۰۱–۰۲، ۲۰۰۷–۰۸
- جام حذفی انگلیس
  - برندگان: ۱۹۸۵ (به عنوان دوستان فولام)، ۲۰۰۲، ۲۰۰۳
    - نایب قهرمان: ۱۹۸۹، ۱۹۹۰ (به عنوان دوستان فولام)، ۲۰۰۱
- جام اتحادیه لیگ برتر انگلیس
  - برندگان: ۲۰۰۲، ۲۰۰۳
    - نایب قهرمان: ۲۰۰۴
- جام شهرستان لندن
  - برندگان: ۲۰۰۲–۰۳